# Luteína
A Luteína ou lipocromo, é um carotenóide de tonalidade amarelo-limão presente em alguns vegetais, como espinafre, abobrinha, couve-flor, ervilha, brócolis, e em alguns frutos, como laranja, mamão, pêssego e kiwi, além da gema de ovo. É um dos responsáveis pela pigmentação desses mesmos vegetais, sendo utilizado em medicina como antioxidante, notadamente no tratamento da DMI (Degenerescência Macular da Idade), e pode melhorar ou prevenir a degeneração ocular.
É o principal antioxidante presente nas membranas oculares (retina e mácula).
O acúmulo de luteína e zeaxatina no olho e no cérebro ocorre apenas em primatas superiores e humanos. As altas concentrações espacialmente dependentes encontradas na retina dessas espécies levaram a pesquisas que resultaram em ampla aceitação de sua importância para a saúde da retina ao longo da vida. Mais recentemente, o estado cognitivo foi correlacionado com fatores de risco para doenças oculares, densidade do pigmento macular e ingestão de luteína.
Além dos benefícios oculares, existem evidências de que a lutéina também é benéfica nos processos de aprendizado, memória e na prevenção de doenças neurodegenerativas. As dietas e/ou suplementação a base de luteína tem sido associadas a baixas taxas de declínio cognitivo, decorrentes do aumento da idade dos indivíduos.